# لیره مارتینز

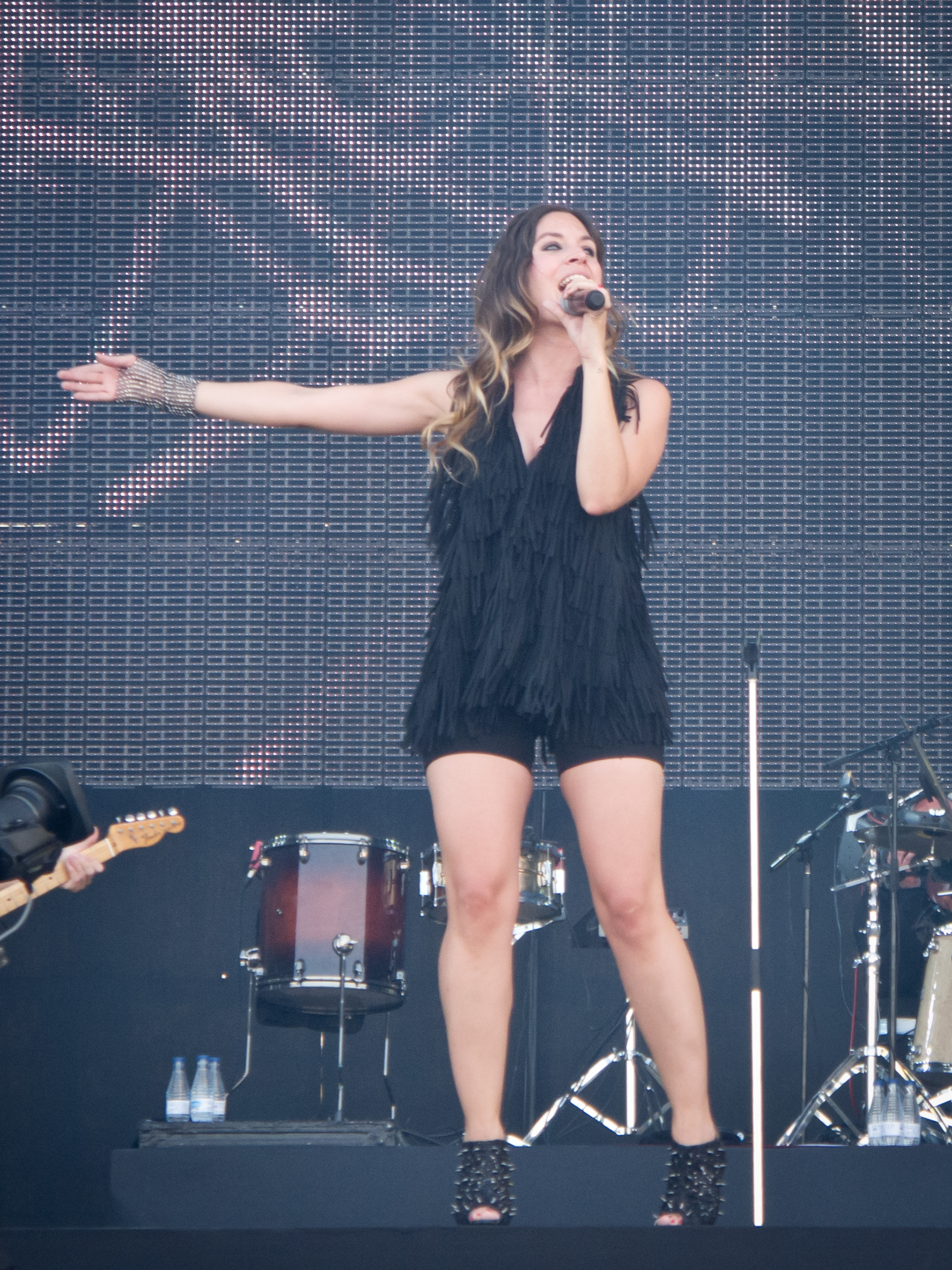

لیره مارتینز اوچوا (رنتریا، گیپوسکوآ، ۲۲ ژوئن ۱۹۷۹) خواننده، بازیگر، مجری ، تهیه‌کننده اسپانیایی، خواننده گروه La Oreja de Van Gogh از سال ۲۰۰۸ و شرکت کننده سابق مجموعه تلویزیونی ایکس فاکتور است.
در سال ۲۰۰۷ او موفق شد وارد مسابقه موسیقی ایکس فاکتور در کانال تلویزیونی کواترو شود. او در طول حضور خود آهنگ‌هایی مانند "Me voy" از جولیتا ونگاس، "Left Outside Alone" از آناستازیا، "Be My Baby" از ونسا پارادیس یا "All Around The World" از لیزا استنزفیلد را اجرا کرد. لیره علاوه بر حرفه خود به عنوان یک خواننده، در سریال‌های تلویزیونی مانند سریال کانال دیزنی La gira و تله فیلم La duquesa در کانال اسپانیایی Telecinco با بازی آلیشیا کوپلوویتز حضور داشته‌است. در سال ۲۰۱۴، لیر به همراه خواننده اندلسی دیوید دماریا آهنگ اصلی را برای فیلم کمدی اسپانیایی Ocho names vascos با عنوان "No te marches vez" خواند، آهنگی که در بیست و نهمین دوره جوایز گویا برای بهترین آهنگ اصلی نامزد شد.